# Myrmarachne gigantea
Myrmarachne gigantea är en spindelart som beskrevs av Zabka 1985. Myrmarachne gigantea ingår i släktet Myrmarachne och familjen hoppspindlar. Inga underarter finns listade i Catalogue of Life.